# St. Vincent
Pour les articles homonymes, voir Saint-Vincent et Clark.
Pour l'album homonyme, voir St. Vincent (album).
St. Vincent, de son vrai nom Annie Clark, née le 28 septembre 1982 à Tulsa (Oklahoma), est une auteure-compositrice-interprète et guitariste américaine.

## Biographie

### Carrière
En tant que guitariste, elle officie d'abord au sein des Polyphonic Spree puis dans le groupe de Sufjan Stevens pendant sa tournée de 2006. Elle se fait connaître en France en assurant notamment les premières parties de concerts de groupes comme Arcade Fire, Xiu Xiu, ou The National.
Son premier album, Marry me, est sorti en juillet 2007. Sa musique est souvent décrite comme un croisement d'influences qui vont de Kate Bush à Jimi Hendrix et Siouxsie and the Banshees, ou Billie Holiday, et aussi de Feist à PJ Harvey, sans oublier David Bowie (celui de Scary Monsters and Super Creeps), dont on retrouve l'un des comparses sur Marry Me, le pianiste Mike Garson. St. Vincent, qui joue de quasiment tous les instruments et supervise les arrangements de cet album, est également accompagnée de Brian Teasley (batterie) et de Louis Schwadron (cuivres). Marry me contient les singles, Now now (2007) et Paris is burning (2007). Ce dernier, conçu pour accompagner la tournée européenne de St Vincent, contient également une reprise de These Days, l'un des titres que Jackson Browne avait offert en 1967 à Nico pour son album Chelsea Girl. 
Elle apparait dans la série Gossip Girl avec le titre Cheerleader.
En 2011, St. Vincent sort son troisième album Strange Mercy. L'année suivante, elle collabore avec David Byrne (ex-Talking Heads) sur l'album Love This Giant. Le 24 février 2014. St. Vincent sort son quatrième album, portant seulement son nom cette fois, dont la production est assurée par John Congleton. Elle y invite les batteurs Homer Steinweiss (Sharon Jones & The Dap-Kings) et McKenzie Smith (Midlake).
En 2019, St. Vincent co-écrit avec Taylor Swift et Jack Antonoff la chanson Cruel Summer sur l'album Lover de Taylor Swift (2019). En 2024, elle lance l'album All Born Screaming.
En 2025, à la date du 2 février, elle remporte 3 récompenses à la 67e cérémonie des Grammy Awards. Elle remporte respectivement le prix de la meilleure chanson Rock, celui de la meilleure performance et du meilleur album de musique alternative.

### Vie privée
Elle est ouvertement pansexuelle. De décembre 2014 à août 2016, St. Vincent est en couple avec Cara Delevingne,,. D'octobre à décembre 2016, St. Vincent est en couple avec l'actrice américaine Kristen Stewart,. En acceptant un Grammy Award en 2025, elle a révélé avoir une épouse, Leah, ainsi qu’une fille. 

## Discographie
- 2007 : Marry Me (album) (en)[17]
- 2009 : Actor[18]
- 2011 : Strange Mercy[19]
- 2012 : Love This Giant (en) (avec David Byrne)
- 2014 : St. Vincent[20]
- 2017 : MASSEDUCTION[21]
- 2018 : MassEducation[22]
- 2021 : Daddy's Home[23]
- 2024 : All Born Screaming

## Récompenses et nominations
| Année | Prix          | Catégorie                                   | Œuvre nommée       | Résultat   |
| ----- | ------------- | ------------------------------------------- | ------------------ | ---------- |
| 2025  | Grammy Awards | Meilleure prestation rock                   | Broken Man         | Nomination |
| 2025  | Grammy Awards | Meilleure chanson rock                      | Broken Man         | Lauréat    |
| 2025  | Grammy Awards | Meilleure prestation de musique alternative | Flea               | Lauréat    |
| 2025  | Grammy Awards | Meilleur album de musique alternative       | All Born Screaming | Lauréat    |